# Saint-Antoine-de-Breuilh
Saint-Antoine-de-Breuilh è un comune francese di 2 136 abitanti situato nel dipartimento della Dordogna nella regione della Nuova Aquitania.

## Società

### Evoluzione demografica
Abitanti censiti